# Gouvernorat de Raqqa
Le gouvernorat de Raqqa est l'un des quatorze gouvernorats de Syrie ; il a pour capitale la ville de Raqqa.

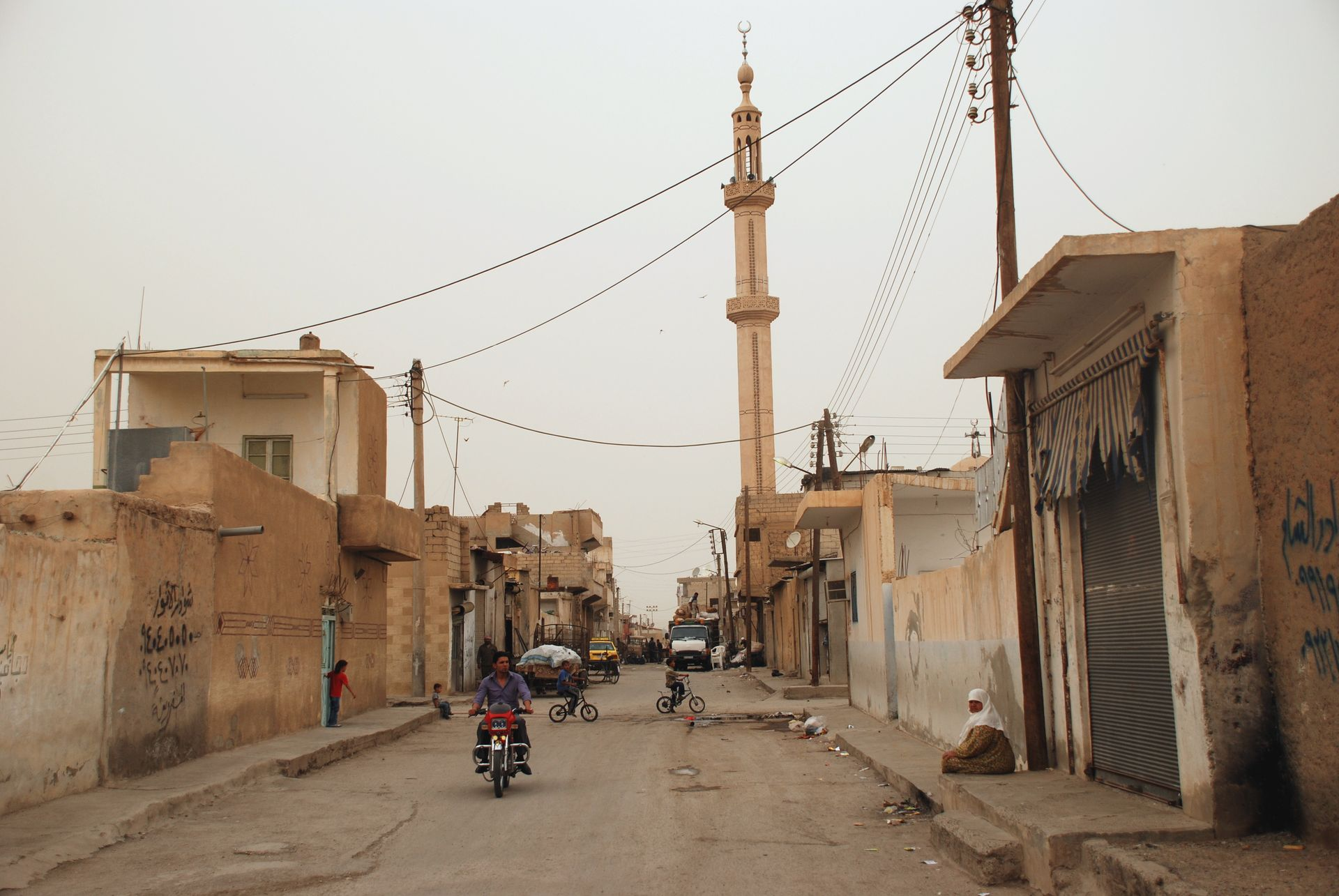
Ar-Raqqah, Syrie, partie est de la vieille ville

## Districts
Le gouvernorat est subdivisé en trois districts :
- Tall Abyad (en)
- Al-Thawrah (en)
- Raqqa (en)